# 바하올라

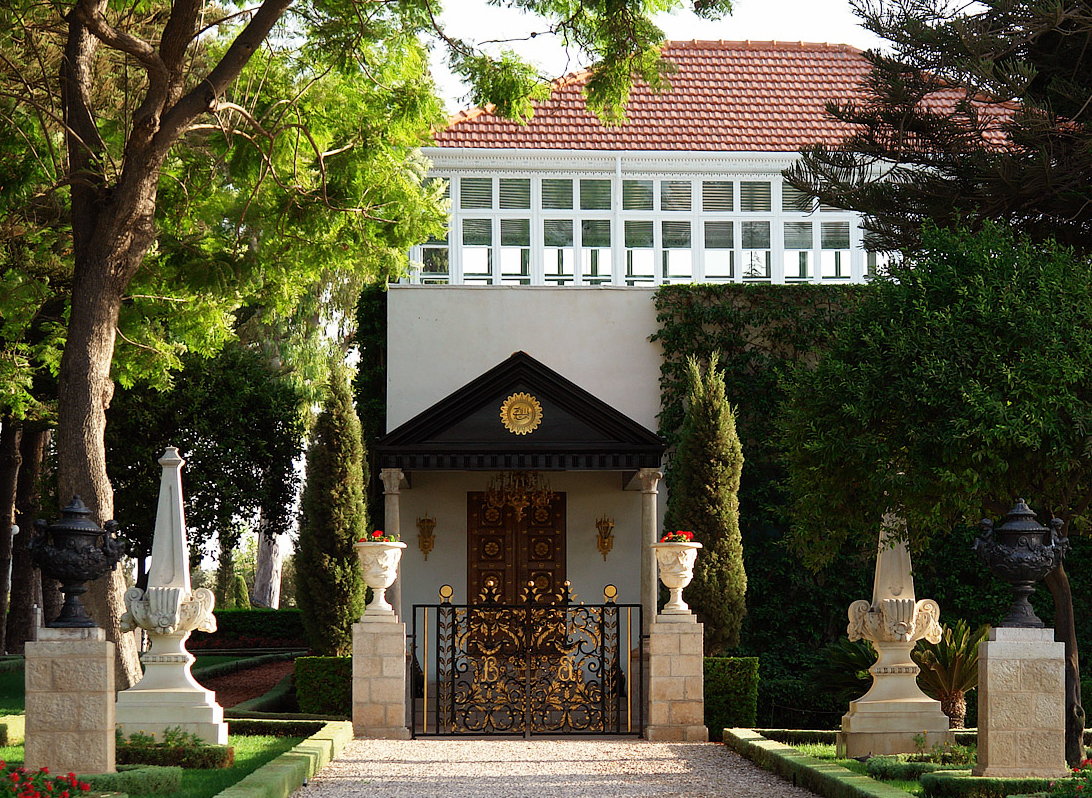
Shrine of Bahá'u'lláh

미르자 알리 호세인(Mírzá `Alí Ḥossein, 1817년 ~ 1892년)은 뒤에 바하올라(Bahá'u'lláh, 아랍어로 '하느님의 영광'이라는 뜻)이라는 직함을 사용했다. 그는 바하이 신앙의 창시자로서 자기 자신이 신문명 시대의 인류를 위한 하느님의 사자라고 주장했다.
바하올라는 1845년 페르시아에서 바압의 추종자가 된다. 바압이 순교당한지 3년 후, 바하올라는 바그다드(그 당시 오토만 제국의 일부)로 추방되고 바그다드에서 1863년 자신이 바비교에서 바압이 곧 나타나실 것이라고 선포했던 '하느님께서 현시하실 분'임을 선언한다. 바하올라의 이와 같은 선언에 따르면 자신이 페르시아의 테헤란의 시아찰 감옥에 투옥되어있을 때 천국의 성녀를 보았다고 한다. 그는 이어 아드리아노플, 콘스탄티노플 그리고 팔레스타인의 악카라는 감옥도시로 추방당하고 이 곳에서 그의 생을 마감하게 된다.(현재 이스라엘) 그는 많은 종교적인 저서들을 남겼는데 그 중 케타베악다스(Kitáb-i-Aqdas, 지성서), 케타베이간(Kitáb-i-Íqán, 확신의 서)와 숨겨진 말씀이 대표적인 경전이다.
바하올라의 가르침을 하느님, 종교, 인류의 단일성에 기초하고 있다. 다른 주요 종교들과 같이, 하느님께서 만물을 창조하신 근원이라고 말하고 있다. 바하올라에 따르면 종교는 하느님의 현시자들에 의해서 일정한 주기를 두고 갱생하게 된다고 한다. 이러한 하느님의 현시자들은 신성한 중재를 통해서 완벽하게 된 존재이며, 이들의 가르침은 역사적으로 세계 주요 종교의 근원이 되었다. 다른 신성한 메신저들과는 달리, 바하이들은 바하올라가 인종차별과 국수주의의 근절을 통한 전 세계의 정신적인 통합이라는 비전을 가져오신 첫번째 분이라고 본다. 바하올라의 가르침은 국제 분쟁을 중재할 국제 재판소의 설립, 전 세계 사람들이 사용할 수 있는 국제 보조어의 채택등이 있으며, 매 천년 주기로 하느님의 현시자가 나타날 것이라고 가르쳤다.

## 가족과 유년시절

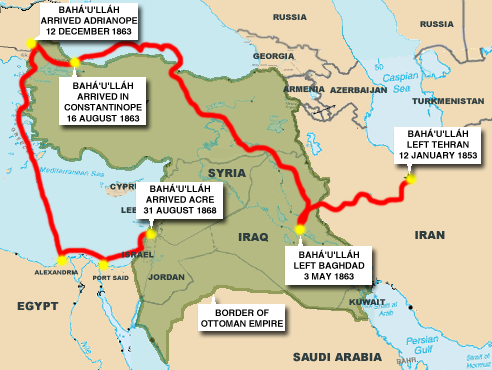
바하올라의 망명

바하올라는 1817년 11월 12일 페르시아, 현재 이란의 수도 테헤란에서 태어났다. 바하이 저자들은 그의 조상 내력이 아브라함의 아내 그두라를 통해 조로아스터와 야즈디기르드 3세, 사산왕국의 마지막 왕, 그리고 이새까지 거슬러 올라간다고 한다. 바하이 저자 존 에이블에 따르면, 바하이들은 바하올라가 “아브라함과 사라에서는 둘다, 그리고 아브라함과 그두라 사이에서는 따로 이중후손”으로 여긴다고 한다. 그의 어머니는 카디제 카눔이고 아버지는 미르자 보조르그이다. 바하올라의 아버지인 미르자 보조르그는 파트 알리 샤 카자르의 12번째 아들 이맘 베르디 미르자 (Imám-Virdi Mírzá)의 고관을 지냈다. 미르자 보조르그는 후에 보르드즈허드와 라리스탄 (Lorestan)의 총독을 지내지만 모함마드 샤의 왕위 세습 중 일어난 정부 숙청에서 지위를 박탈 당한다. 아버지의 죽음 뒤 바하올라는 새로 발탁된 고관 하지 미르자 아가시로부터 관직 참여 부탁을 받지만 이를 거절한다.
바하올라는 세 명의 부인이 있었다. 첫번째 부인은 귀족집안의 딸인 아시예 카눔 (Ásíyih Khánum)으로 1835년 테헤란에서 결혼, 당시 그는 18세 그리고 그녀는 15세였다. 그녀는 칭호 “가장 존귀하신 분” 와 나밥을 부여 받았다. 그의 두번째 부인은 그의 미망인 사촌 파테메 카눔이다. 1849년 테헤란에서 결혼식을 하였는데 그의 나이 32세 그녀의 나이 21세였다. 세번째 부인은 가와르 카눔으로 1863년 바그다드에서 식을 올렸다.
바하올라는 아시예 카눔(Ásíyih Khánum)을 '하느님의 모든 세계에서 그의 영속적인 배우자'로 그녀의 아들 압돌바하 (`Abdu’l-Bahá)를 그의 대리인으로 공표했다. 그는 네명의 딸과 열명의 아들, 도합 14명의 자손을 두었고 그 중 다섯은 먼저 여의었다. 바하이들은 아시예 카눔과 그녀의 자손들인, 미르자 메흐디 (Mírzá Mihdí), 바히예 카눔(Bahíyyih Khánum)과 압돌바하를 바하이 성 가족으로 여긴다.

## 바비교 운동
1844년 쉬라즈 출신의 25세 청년인 세이예드 미르자 알리 모함마드 (Siyyid Mírzá `Alí-Muḥammad)는 바압 (Báb), “문 (Gate)”이라는 칭호를 자신에게 부여하며 자신이 이슬람의 약속된 분, 메흐디, 까엠이라고 주장한다. 바비교 운동은 페르시아 왕국 내에 빠르게 퍼져 나가 이슬람교의 성직자들의 거센 반대와 부딪히게 된다. 바압 자신은 1850년 30세의 나이에 타브리즈의 공립광장에서 총살집행대에 의해 처형 당하고 1852-3년에는 바비 공동체가 거의 몰살당하게 된다.
바압은 자신이 현시자라 주장했지만 자신이 최후의 현시자라는 주장은 하지 않았다. 그가 남긴 대부분의
경전에서 바압은 ‘약속된 분’을 언급하며 “하느님이 시현하실 그 분” 이라 자주 일컬었다. 바압에 의하면, 이전 종교들의 성서에 약속 되어왔던 이 분이 지상에 하느님의 왕국을 건설하실 것이며, 하느님으로부터 시현될 ‘그 분' 의 출현이 임박했다는 것이 바압의 여러 저서에 명시되어 있다. 바압이 저작한 책들에서 그는 자신의 추종자들에게 앞으로 나타날 하느님이 시현하실 ‘그 분'을 따르라 거듭 간청했다. 바압은 그의 운동에서 기존 기관에 존재하는 후계자 관례 또는 대리인직을 없애며, 자신이 죽은 뒤 하느님이 현시하실 ‘그 분'이 나타나실 때까지 어느 누구의 글도 구속력이 없음을 공표했다.

### 바압의 수용
바하올라가 바압에 관해 들은 것은 27세때였고, 바압이 보낸 몰라 호세인의 방문을 받아 바압과 그의 사명에 대해 듣게 된다. 바하올라는 바압의 사명을 받아들이고 바비교인이 되어 이 새로운 가르침을 널리 알리는 것에 참여하며, 특히 그의 고향 누르(Núr)에서는 가장 영향력있는 신자 중의 하나가 된다. 지역 유명인사인 덕분에 많은 기회가 생기게 되었고 그의 선교 활동은 종교 계급층에도 전해질 만큼 성공적이었다. 그는 또한 타헤레등의 바비교인들을 보호하는 일을 도와 일시적으로 테헤란의 감옥에 수감되어 매질을 당했다. 1848년 여름 바하올라는 81명의 저명한 바비교인들이 모여 22일 기간의 코라산 지방에서 열린 바다슈트 대회 에 참석하였으며, 이 대회에서 이슬람법을 유지하는가 아니면 바압의 성명과 함께 시작된 새로운 율법을 채택하는가에 대한 논의가 있었고, 바하올라는 새로운 율법에 찬성하며 이는 곧 정식 채택된다. 이 회의에서 바하올라는 바하(Bahá)라는 이름을 채용한다.
1848년 후반에 바비들과 카자르 정부 사이의 폭행이 시작되면서 바하올라는 마잔다란(Mazandaran)의 세이흐 타바르시에 포위된 바비교인들을 만나려고 시도하지만 도착하기 전에 체포되어 투옥된다. 이듬해부터 1850년까지 바압 자신이 하느님의 현시자라는 공개 주장한 이후로 계속 바비교인들은 여러 지역에서 대학살을 당하게 된다.

## 같이 보기
- 종교사